# Piorunkowice
Piorunkowice (deutsch Schweinsdorf) ist ein Ort in der Gmina Prudnik im Powiat Prudnicki in der polnischen Woiwodschaft Oppeln.

## Geographie

### Geographische Lage
Das Straßendorf Piorunkowice liegt im Süden der historischen Region Oberschlesien. Der Ort liegt etwa zwölf Kilometer nordwestlich des Gemeindesitzes und der Kreisstadt Prudnik und etwa 52 Kilometer südwestlich der Woiwodschaftshauptstadt Opole.
Piorunkowice liegt in der Nizina Śląska (Schlesische Tiefebene) innerhalb der Płaskowyż Głubczycki (Leobschützer Lößhügelland). Durch den Ort verläuft die Landesstraße Droga krajowa 41. Piorunkowice liegt am rechten Ufer der Steinau (Ścinawa Niemodlińska).

### Nachbarorte
Nachbarorte von Piorunkowice sind Gryżów (Greisau) im Nordwesten sowie Mieszkowice (Dittmannsdorf) und Rudziczka (Riegersdorf) im Süden.

## Geschichte

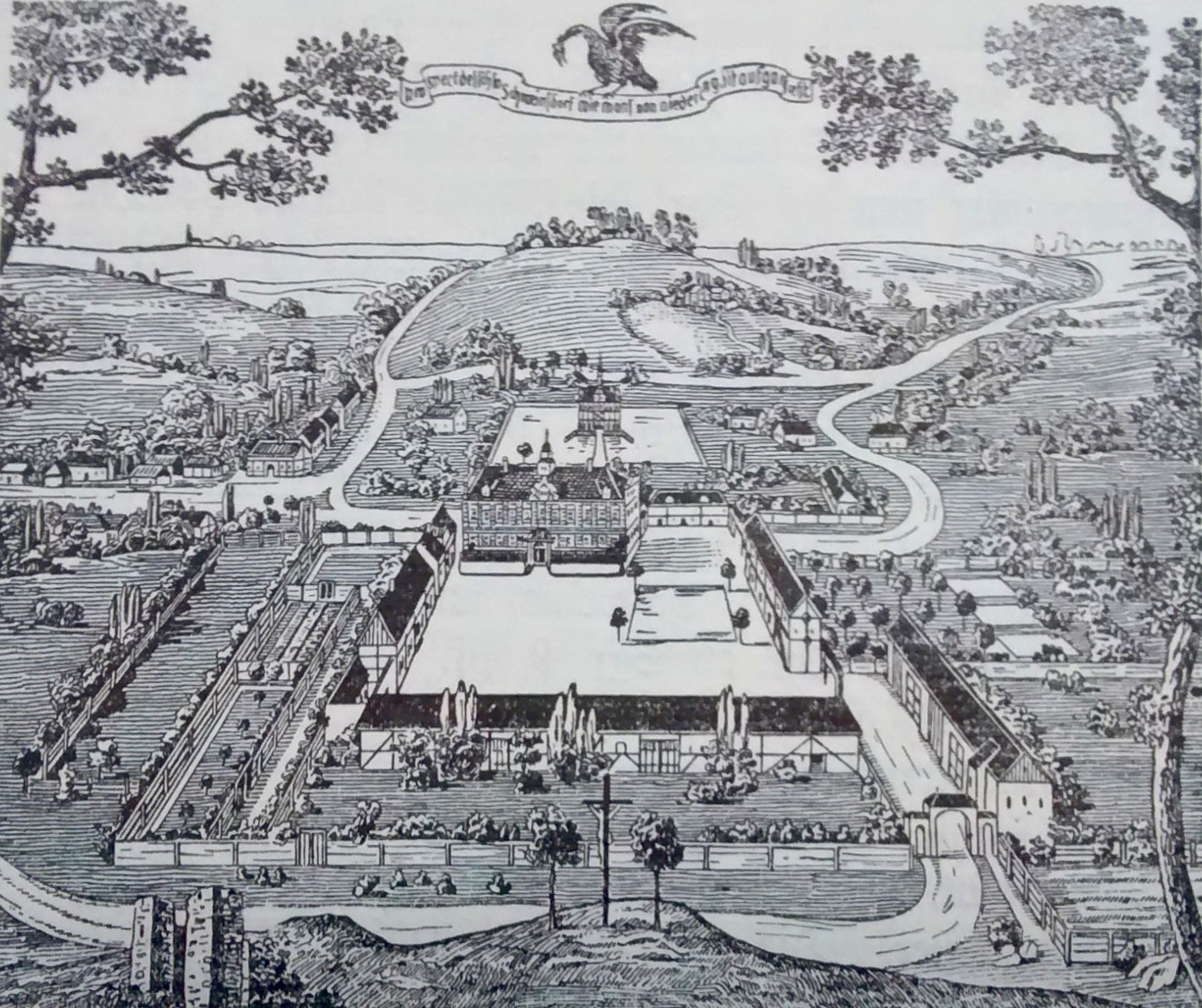
Schloss Schweinsdorf in einem Stich von 1650

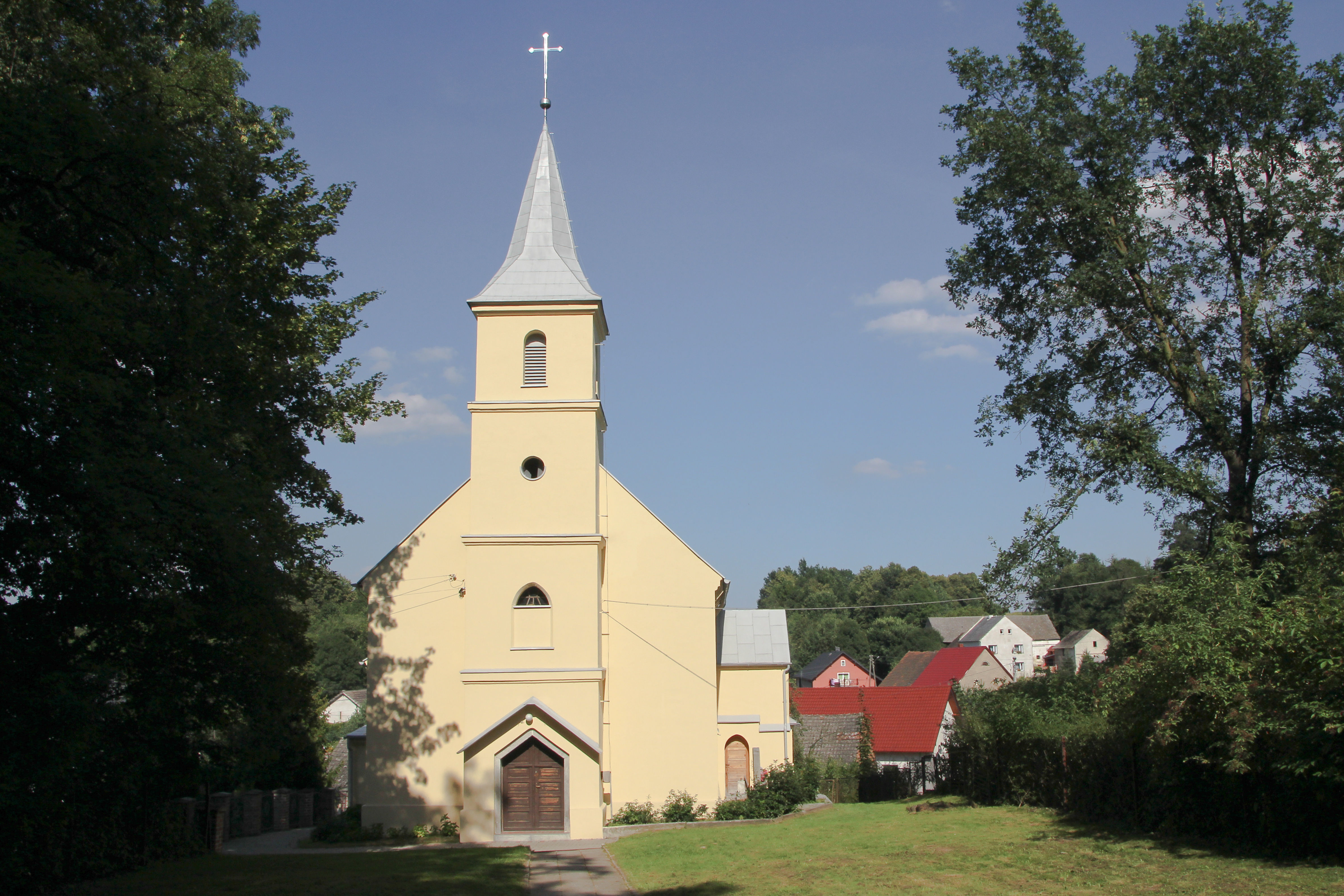
Katholische Kirche

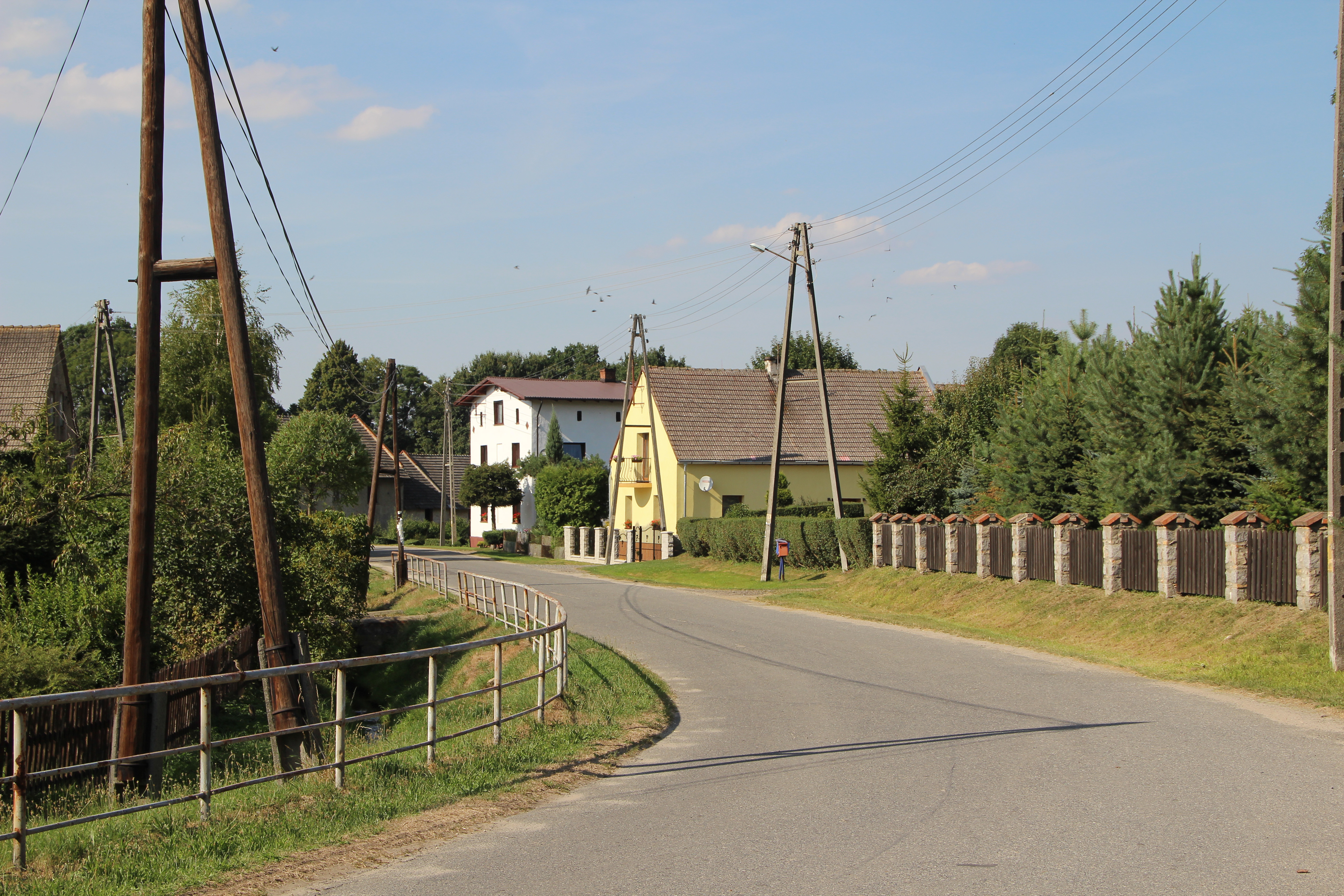
Dorfansicht

Schweinsdorf wurde in der ersten Hälfte des 13. Jahrhunderts angelegt und mit deutschen Kolonisten besiedelt. Erstmals erwähnt wurde der Ort im Jahr 1300. Im Mittelalter befand sich im Ort eine Burg.
Nach dem Ersten Schlesischen Krieg 1742 gelangte Schweinsdorf mit dem größten Teil Schlesiens an Preußen.
Nach der Neuorganisation der Provinz Schlesien gehörte die Landgemeinde Schweinsdorf ab 1816 zum Landkreis Neustadt O.S. im Regierungsbezirk Oppeln. 1845 bestanden im Dorf ein Schloss, ein Vorwerk, eine Wassermühle, ein Zollhaus sowie weitere 74 Häuser. Im gleichen Jahr lebten in Schweinsdorf 399 Menschen, davon einer evangelisch. 1855 lebten 443 Menschen in Schweinsdorf. 1865 bestanden im Ort 8 Bauer-, 24 Gärtner- und 24 Häuslerstellen sowie eine Mühle, eine Gastwirtschaft, eine katholische Schule sowie eine Kapelle. Die katholische Schule wurde im gleichen Jahr von 82 Schülern besucht. Die katholischen Gläubigen waren nach Steinau eingepfarrt. 1874 wurde der Amtsbezirk Schweinsdorf gegründet, welcher aus den Landgemeinden Schweinsdorf, Steinau Dorf und Steinau Städtel und dem Gutsbezirk Schweinsdorf bestand. Erster Amtsvorsteher war der Rittergutsbesitzer und Premierlieutenant Theodor Stöbe. 1885 zählte Schweinsdorf 394 Einwohner.
1933 lebten in Schweinsdorf 301 sowie 1939 273 Menschen. Bis 1945 befand sich der Ort im Landkreis Neustadt O.S.
1945 kam der bisher deutsche Ort Schweinsdorf unter polnische Verwaltung und wurde in Piorunkowice umbenannt und der Woiwodschaft Schlesien angeschlossen. 1950 kam der Ort zur Woiwodschaft Oppeln. 1999 kam der Ort zum Powiat Prudnicki.

## Sehenswürdigkeiten
- Das Schloss Schweinsdorf (poln. Pałac w Piorunkowicach) wurde im 17. und 18. Jahrhundert errichtet. Bereits im 15. Jahrhundert bestand an gleicher Stelle eine Burg. 1820 wurde der Bau umgebaut. Das eingeschossige Gebäude wurde im klassizistischen Stil erbaut. Es besitzt ein Schopfwalmdach mit zahlreichen Gauben. An der Nordseite befindet sich ein Turm mit einem Fachwerkgeschoss und einer Zwiebelhaube. Die Innenausstattung ist heute nicht mehr erhalten. Durch fehlende Renovierungen verfiel das Gebäude zu einer Ruine.[8] Seit 1964 steht das Gebäude unter Denkmalschutz.[9]
- Der angrenzende Schlosspark wurde im 18. Jahrhundert angelegt. Dieser steht seit 1989 unter Denkmalschutz.[9]
- Katholische Kirche

## Vereine
- Freiwillige Feuerwehr OPS Piorunkowice
- Sportverein LZS Piorunkowice